# Oberländer (Adelsgeschlecht)

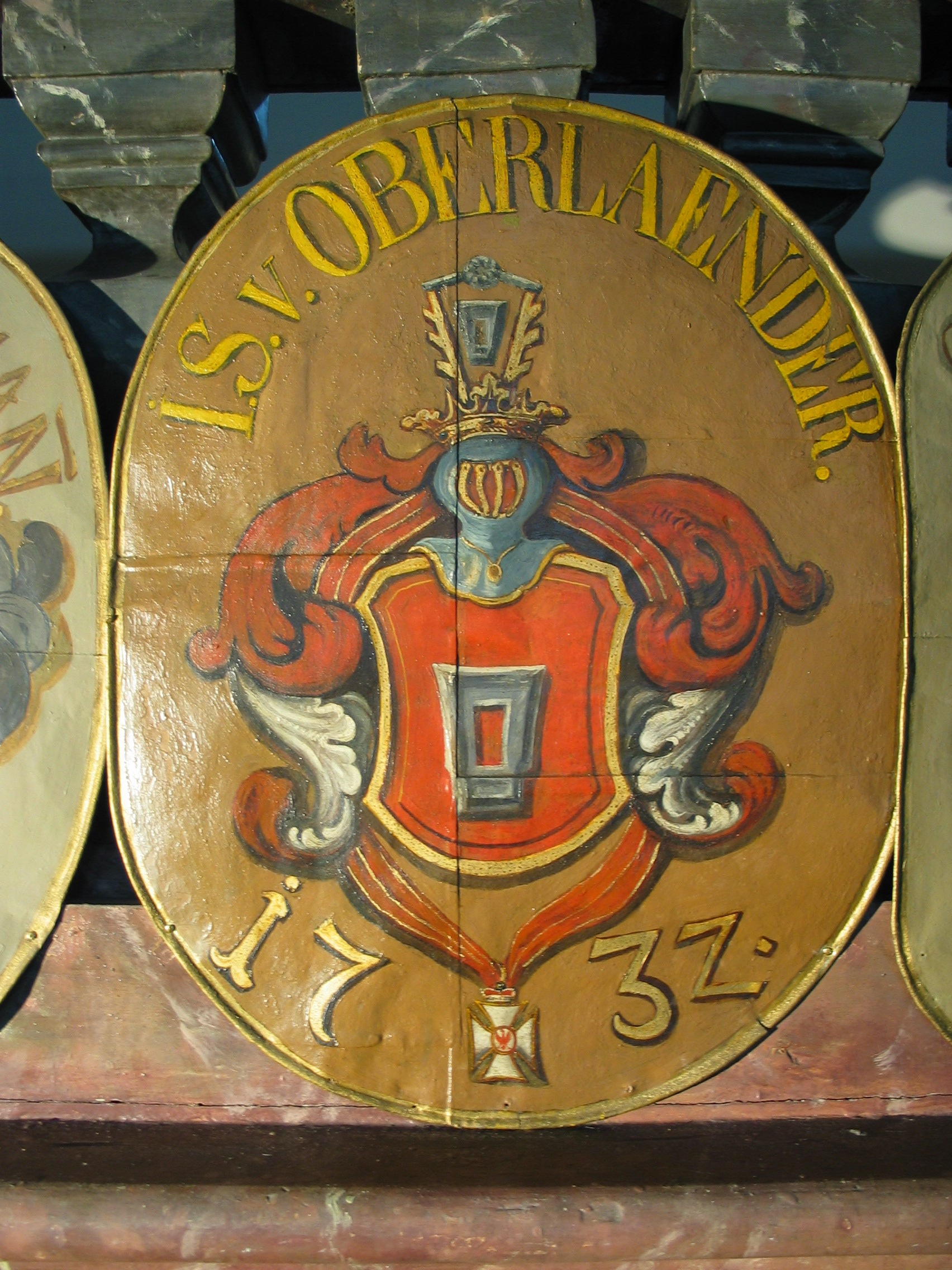
Familienwappen mit Ordensmedaillon in der Ordenskirche in St. Georgen

Die Familie von Oberländer war ein deutsches Adelsgeschlecht.
Die weitverzweigte Familie, auch Oberland oder Oberlender genannt, war in verschiedenen Gebieten begütert, darunter in der Oberlausitz oder teils als Gefolgsleute der Kulmbach-Bayreuther Markgrafen im Vogtland. In Siebmachers Wappenbuch erscheinen sie auch als Adel in Bayern, Sachsen und Schlesien.
Zum vogtländischen Besitz gehörten Berg, Rudolphstein, Sachsenvorwerk, Saalbach und Blassenberg. In markgräflichen Diensten gelangten mehrere Familienmitglieder in hohe Ämter, so wurde Johann Sigmund von Oberländer Festkommandant der Plassenburg und Hans Sigmund von Oberländer Amtmann von Schauenstein. Eine andere Linie war nach Weisbach und Rödern orientiert. Einen reußischen Amtmann aus der Familie gab es in Schleiz. In Cottenau bildete sich als Teil der Vogtländischen Ritterschaft eine eigene Linie aus. Johann Friedrich von Oberländer war Mitglied im Roten Adlerorden, eine Wappentafel von 1732 befindet sich in der Ordenskirche St. Georgen in Bayreuth. 1623 erfolgte die Erhebung in den Reichsadelsstand, 1839 die Immatrikulation im Königreich Bayern.
Das Wappen zeigt die senkrecht stehende silberne Nabe eines Rades auf rotem Grund. Die gekrönte Helmzier besteht aus zwei goldenen Stäben, die nach außen hin dreimal geastet sind. In der Mitte wiederholt sich die silberne Radnabe, darüber befindet sich ein Hammereisen oder Mühleisen. Die Radnabe wird unterschiedlich abstrakt dargestellt, teils anschaulich gerundet, teils schematisch als eckiger Metallblock. Die Helmdecken sind in Rot und Silber.